# NK Slatina Radenci
Nogometni klub Slatina Radenci (tiếng Việt: Câu lạc bộ bóng đá Slatina Radenci) hoặc đơn giản NK Slatina, hay NK Radenska Slatina vì lý do tài trợ, là một câu lạc bộ bóng đá Slovenia thi đấu ở thị trấn Radenci. Câu lạc bộ được thành lập năm 1997. Màu sắc trang phục của đội là xanh lục, trắng và xanh dương. Kình địch chính của đội là ŠNK Radgona.

## Lịch sử giải đấu kể từ năm 2002
| Mùa giải | Giải vô địch               | Thứ hạng |
| -------- | -------------------------- | -------- |
| 2002-03  | 1. MNL (cấp độ 4)          | thứ 10   |
| 2003-04  | 2. MNL (cấp độ 5)          | thứ 5    |
| 2004-05  | 1. MNL (cấp độ 5)          | thứ 12   |
| 2005-06  | 1. MNL (cấp độ 5)          | thứ 10   |
| 2006-07  | 1. MNL (cấp độ 5)          | thứ 5    |
| 2007-08  | 1. MNL (cấp độ 5)          | thứ 9    |
| 2008-09  | 1. MNL (cấp độ 5)          | thứ 5    |
| 2009-10  | 1. MNL (cấp độ 5)          | thứ 6    |
| 2010-11  | 1. MNL (cấp độ 5)          | thứ 4    |
| 2011-12  | 1. MNL (cấp độ 5)          | thứ 4    |
| 2012-13  | 1. MNL (cấp độ 5)          | thứ 4    |
| 2013-14  | 1. MNL (cấp độ 4)          | thứ 7    |
| 2014-15  | 1. MNL (cấp độ 4)          | thứ 2    |
| 2015-16  | 1. MNL (cấp độ 4)          | thứ 3    |
| 2016-17  | 1. MNL (cấp độ 4)          | thứ 4    |
| 2017-18  | 3. SNL - Đông              | thứ 14   |
| 2018-19  | Pomurska League (cấp độ 4) | thứ 3    |
| 2019-20  | Pomurska League (cấp độ 4) |          |

1. ↑  Pomurska League was formed after the season.
2. ↑  Pomurska League discontinued after the season, so they were effectively promoted to the fourth level.